# Rastatt (stad)

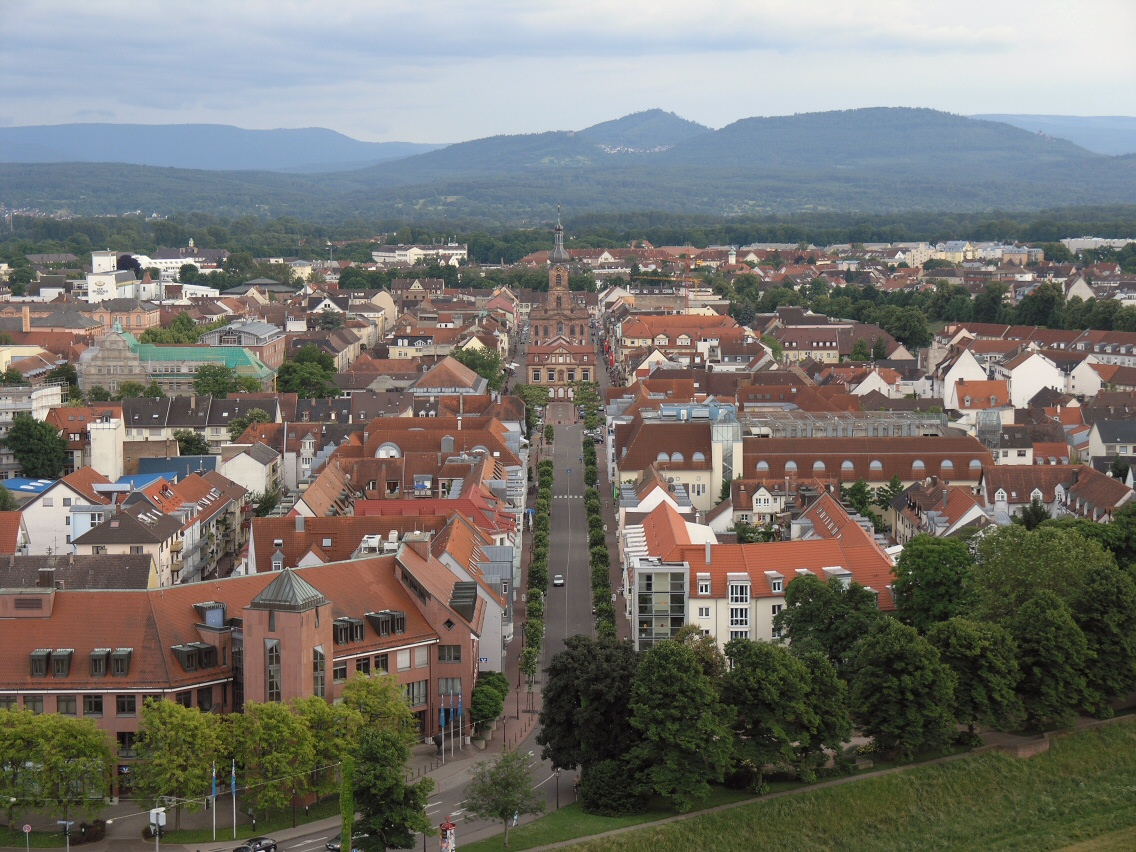
Rastatt

Rastatt is een plaats in de Duitse deelstaat Baden-Württemberg. Het is de Kreisstadt van de Landkreis Rastatt. De stad telt 50.165 inwoners.
Van september 1797 tot april 1799 vonden hier onderhandelingen plaats (het tweede congres van Rastatt) tussen de Franse Republiek, Pruisen, het Heilige Roomse Rijk der Duitse Natie en een aantal Duitse vorsten. 

## Geografie
Rastatt heeft een oppervlakte van 59,02 km² en ligt in het zuidwesten van Duitsland, in de Boven-Rijnse Laagvlakte.
De Rijn vormt de westgrens van de stad en dat is tevens de grens met Frankrijk. Door de stad stroomt de Murg.

## Delen van Rastatt
Het grondgebied is opgedeeld in een Kernstadt en de stadsdelen Niederbühl, Ottersdorf, Plittersdorf, Rauental en Wintersdorf. De westelijke stadsdelen Ottersdorf, Plittersdorf en Wintersdorf vormen samen het Ried.
Niederbühl, bevat ook de plaats Förch en het Slot Favorite.

Rastatt
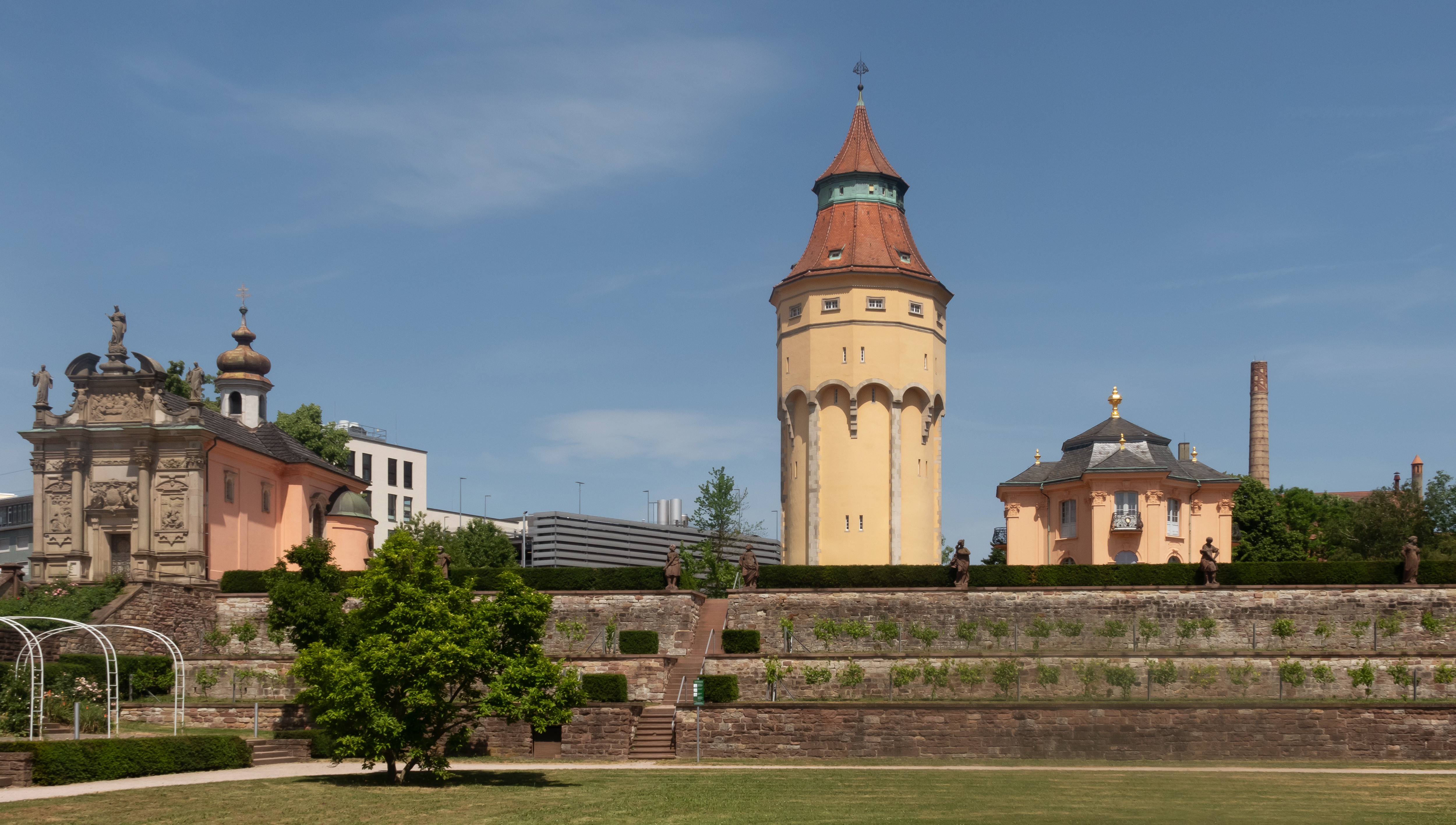
Kapel, watertoren, Pagodenburg en schoorsteen van brouwerij
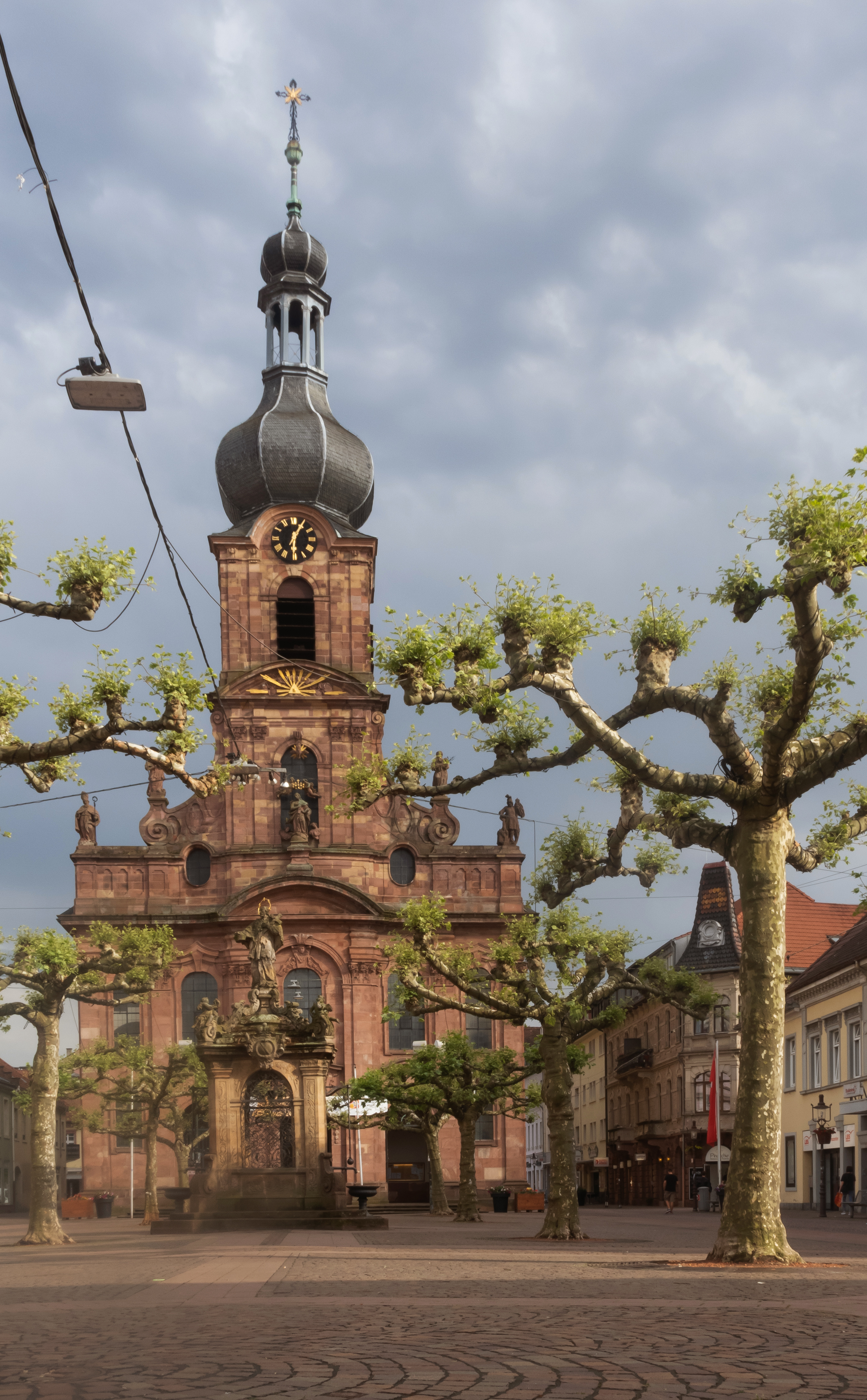
Kerk: Sankt-Alexander-Kirche
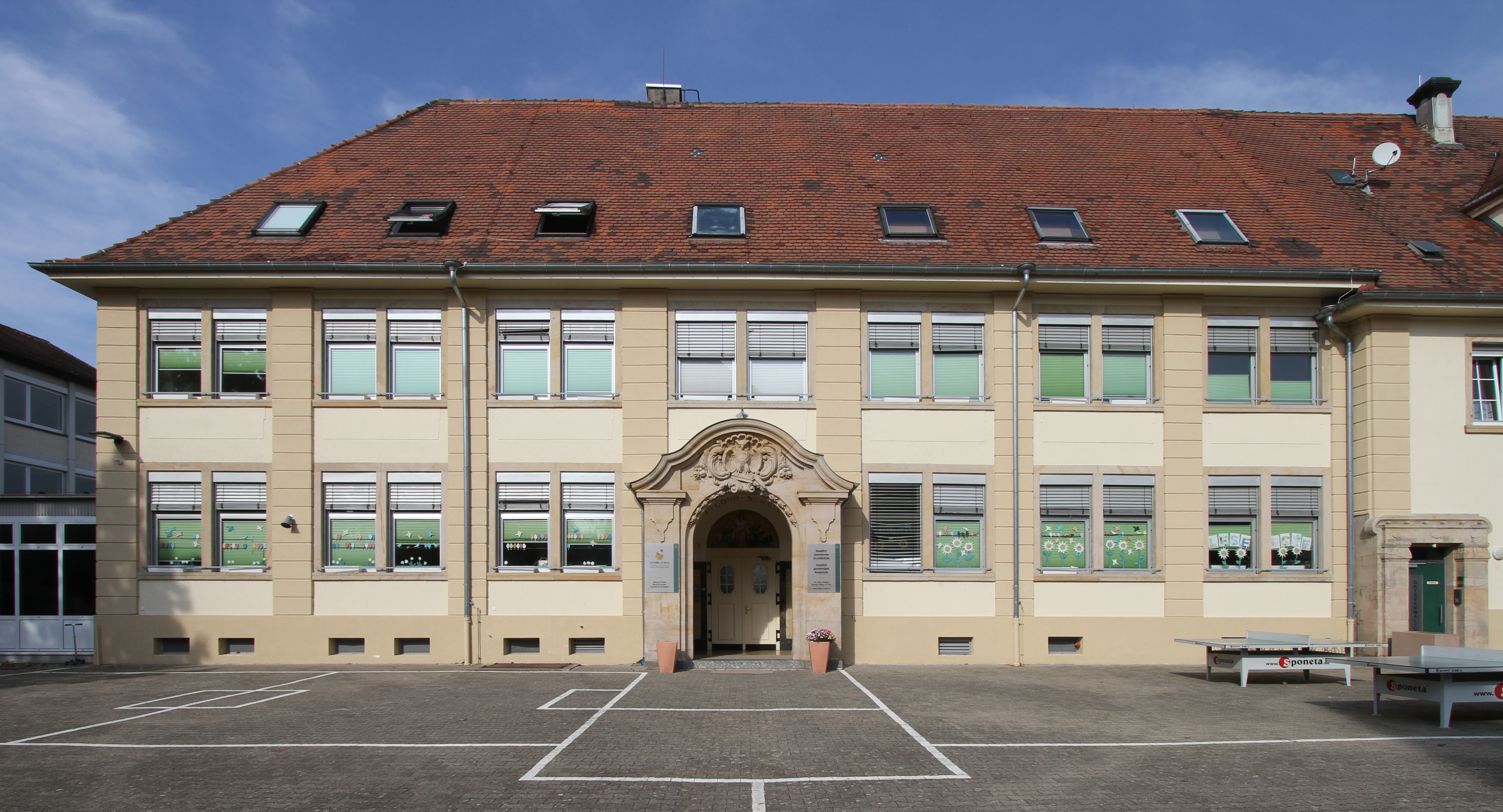
Niederbuehl
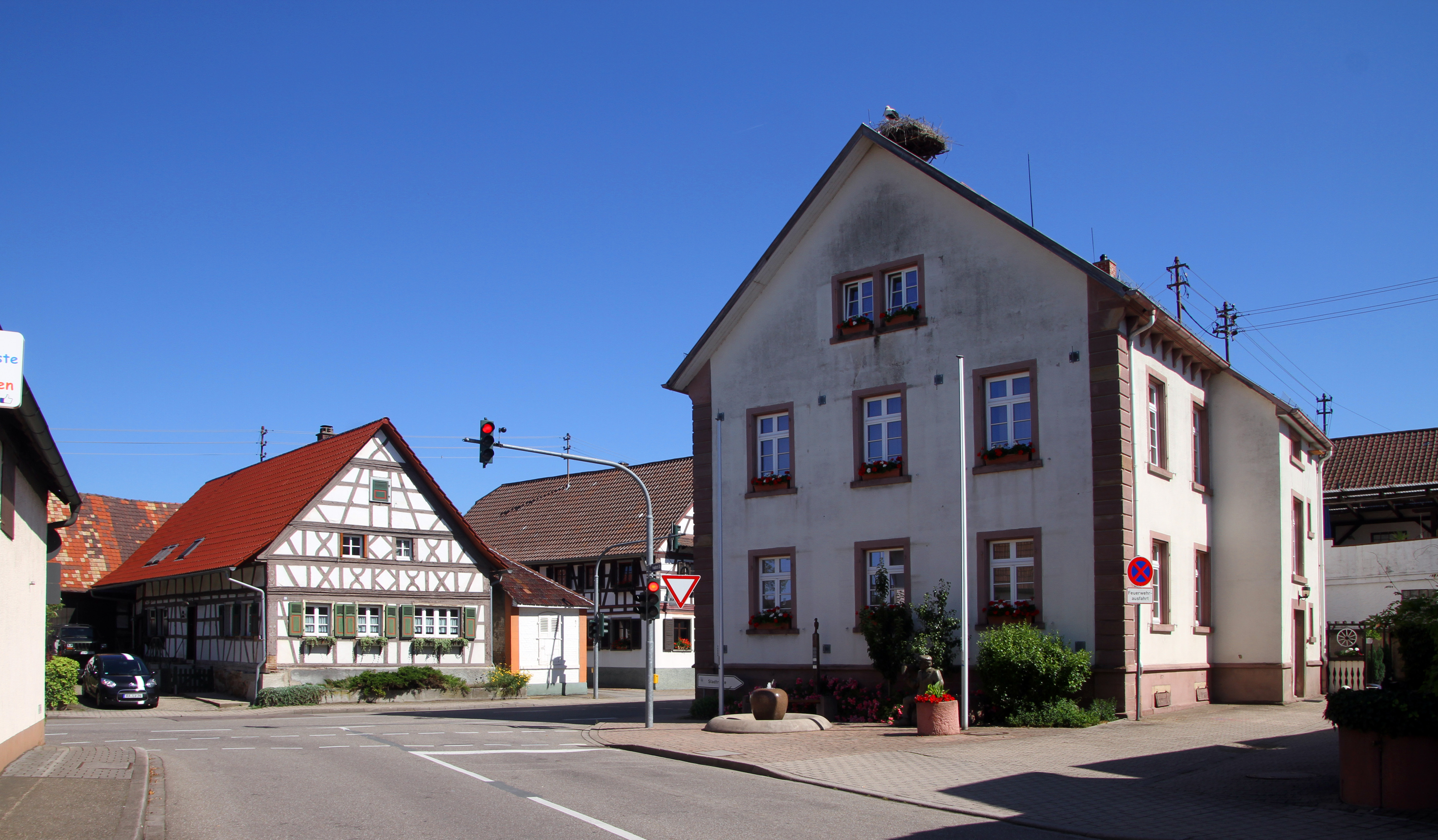
Ottersdorf
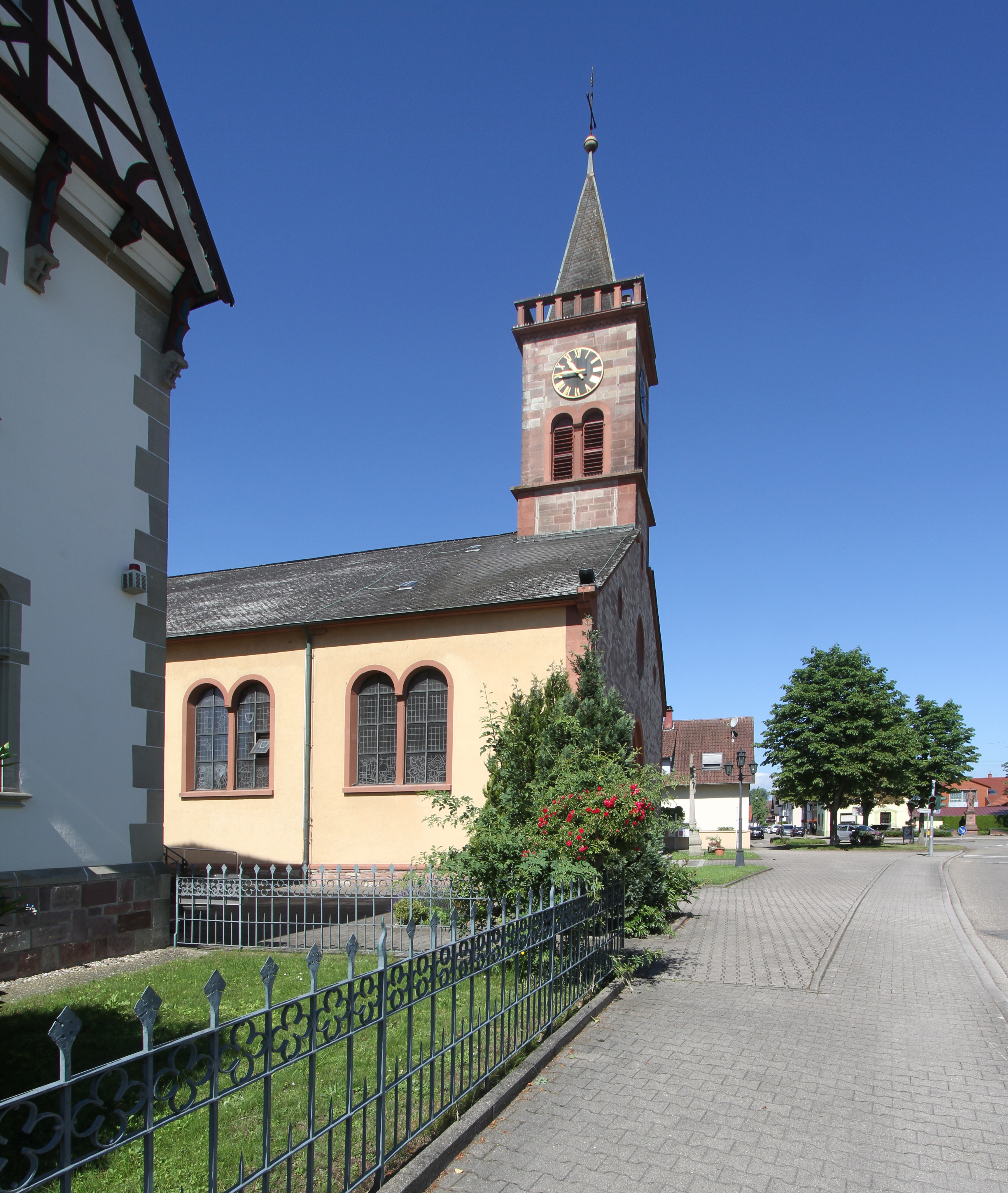
Plittersdorf-Sint-Jakobus
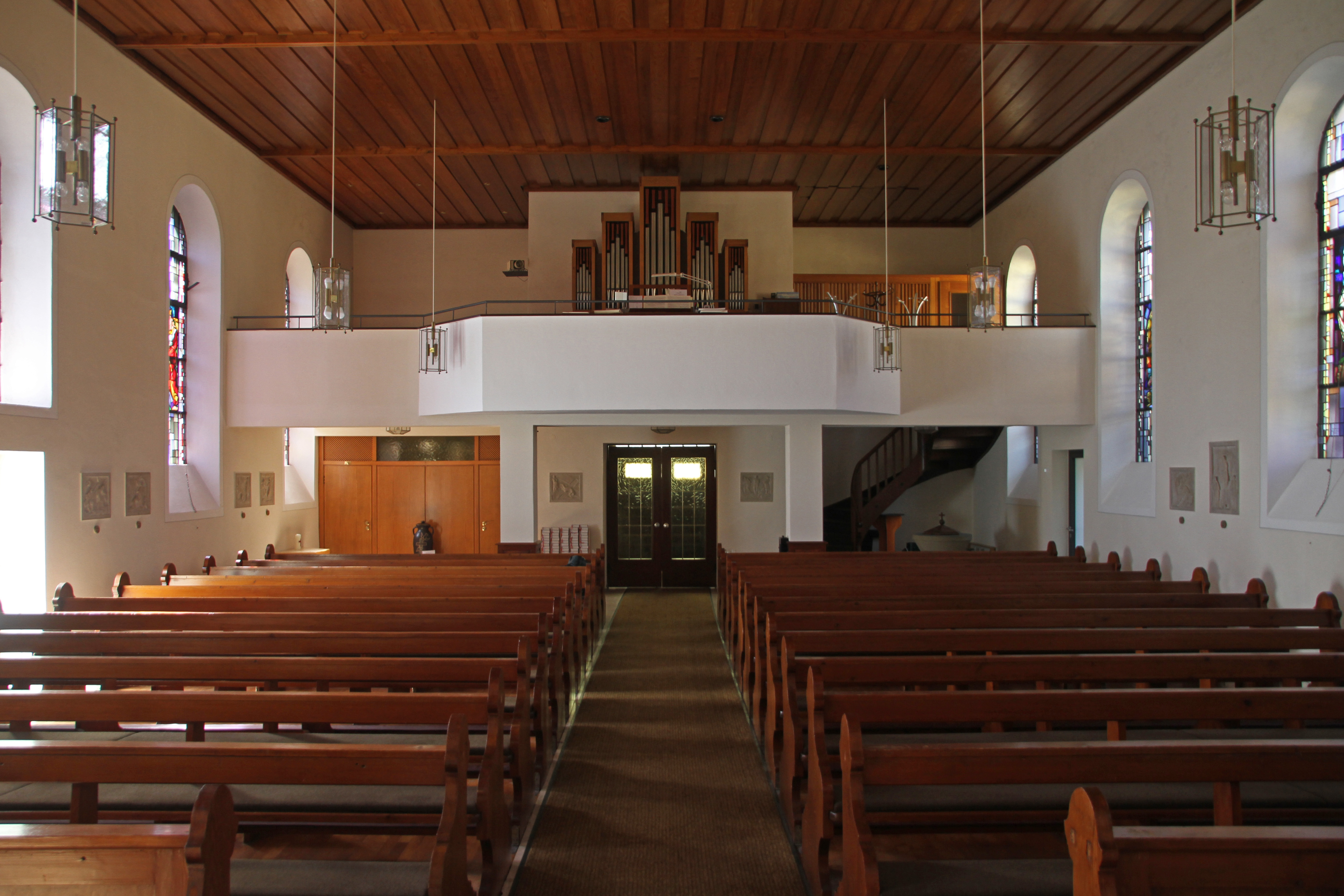
Rauental-Sint-Anna-20
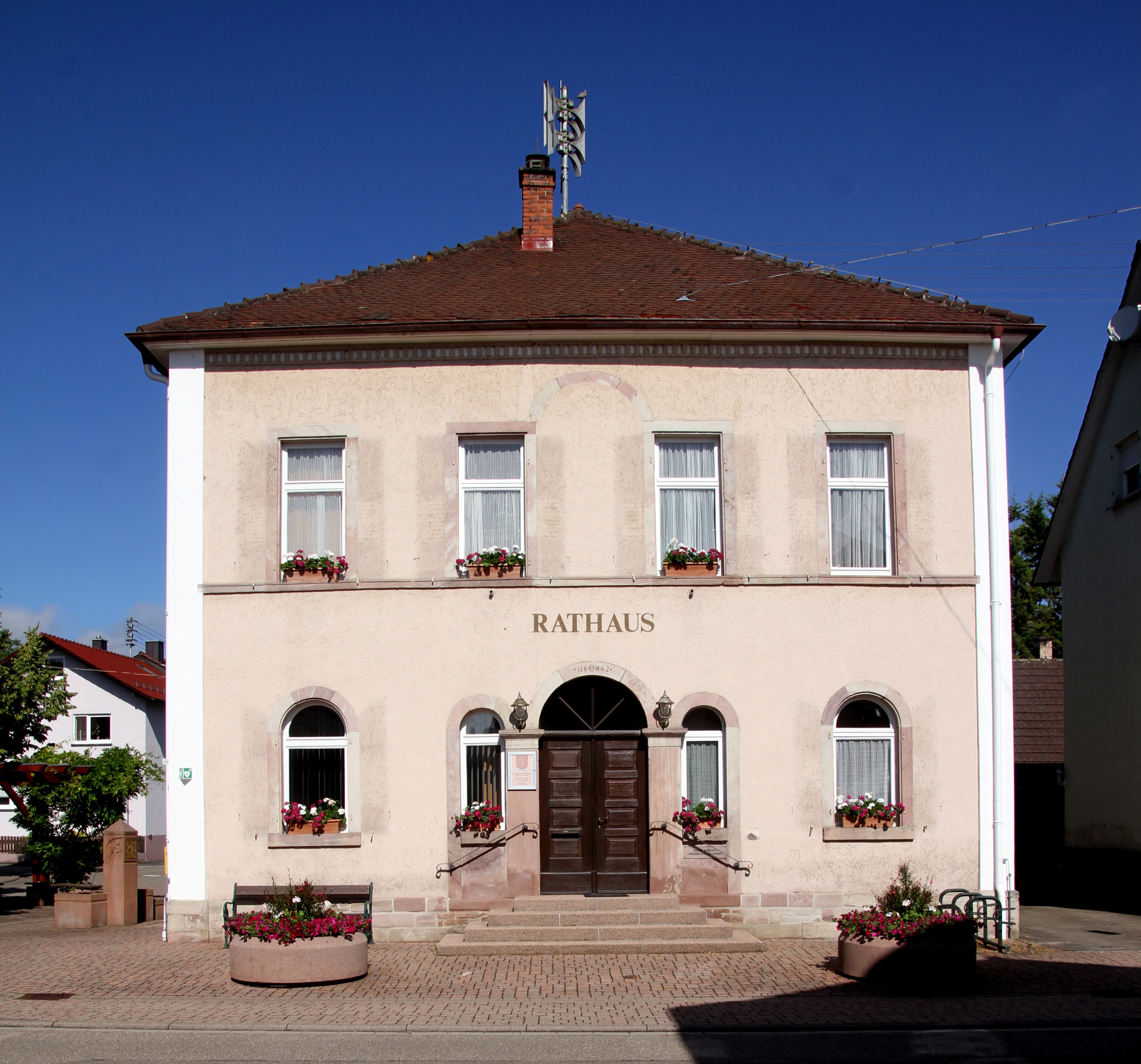
Wintersdorf
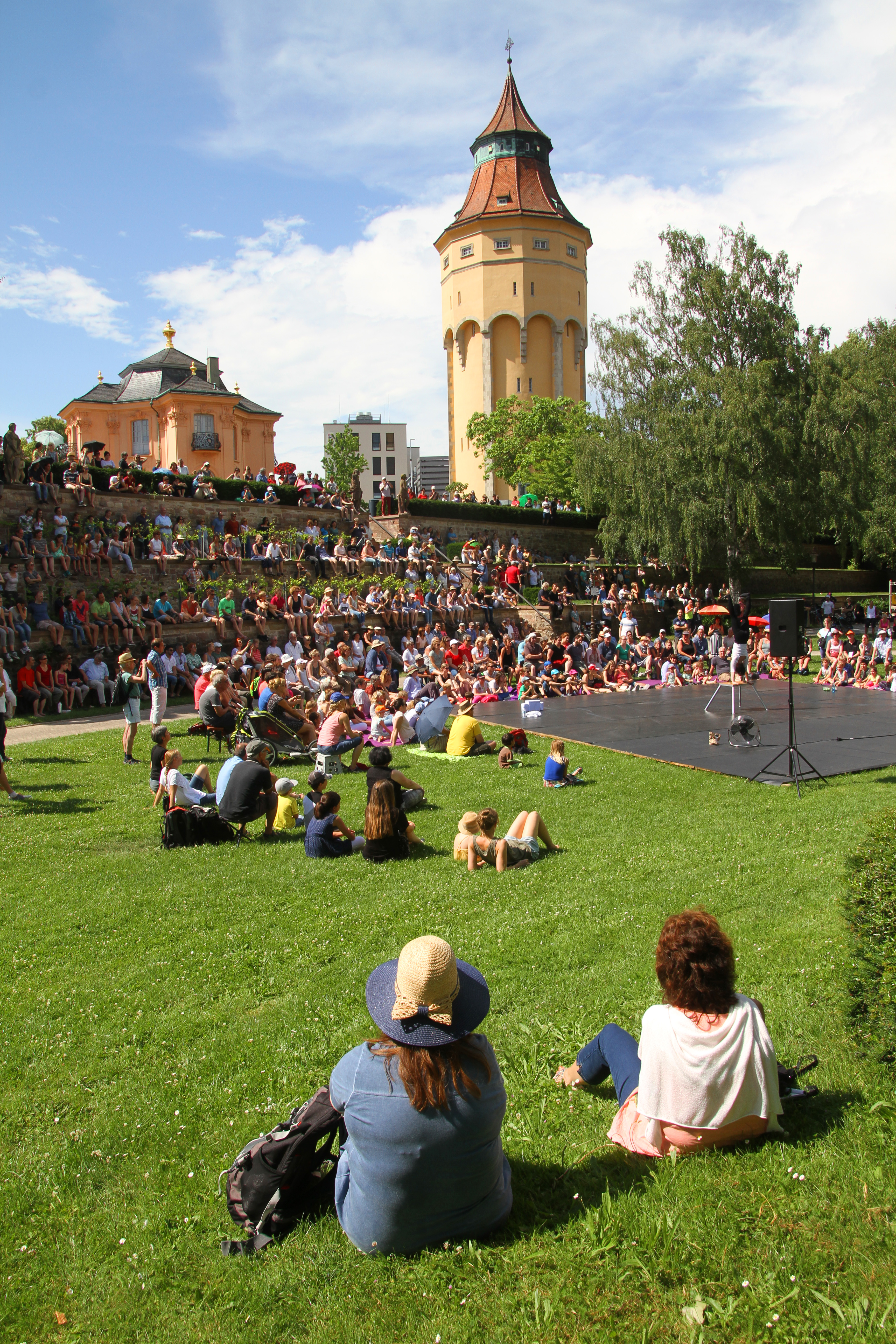
Rastatt
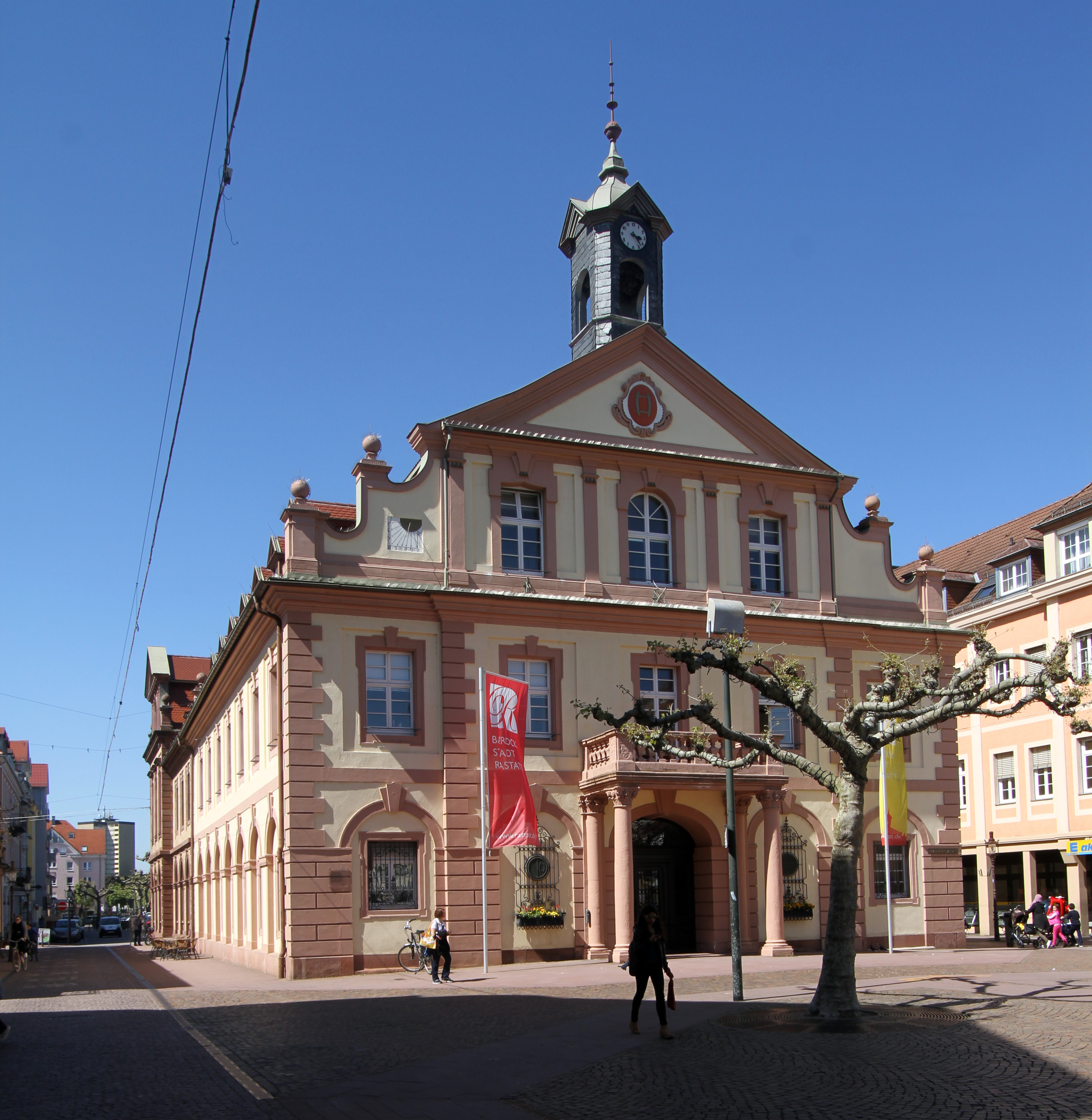
Gemeentehuis
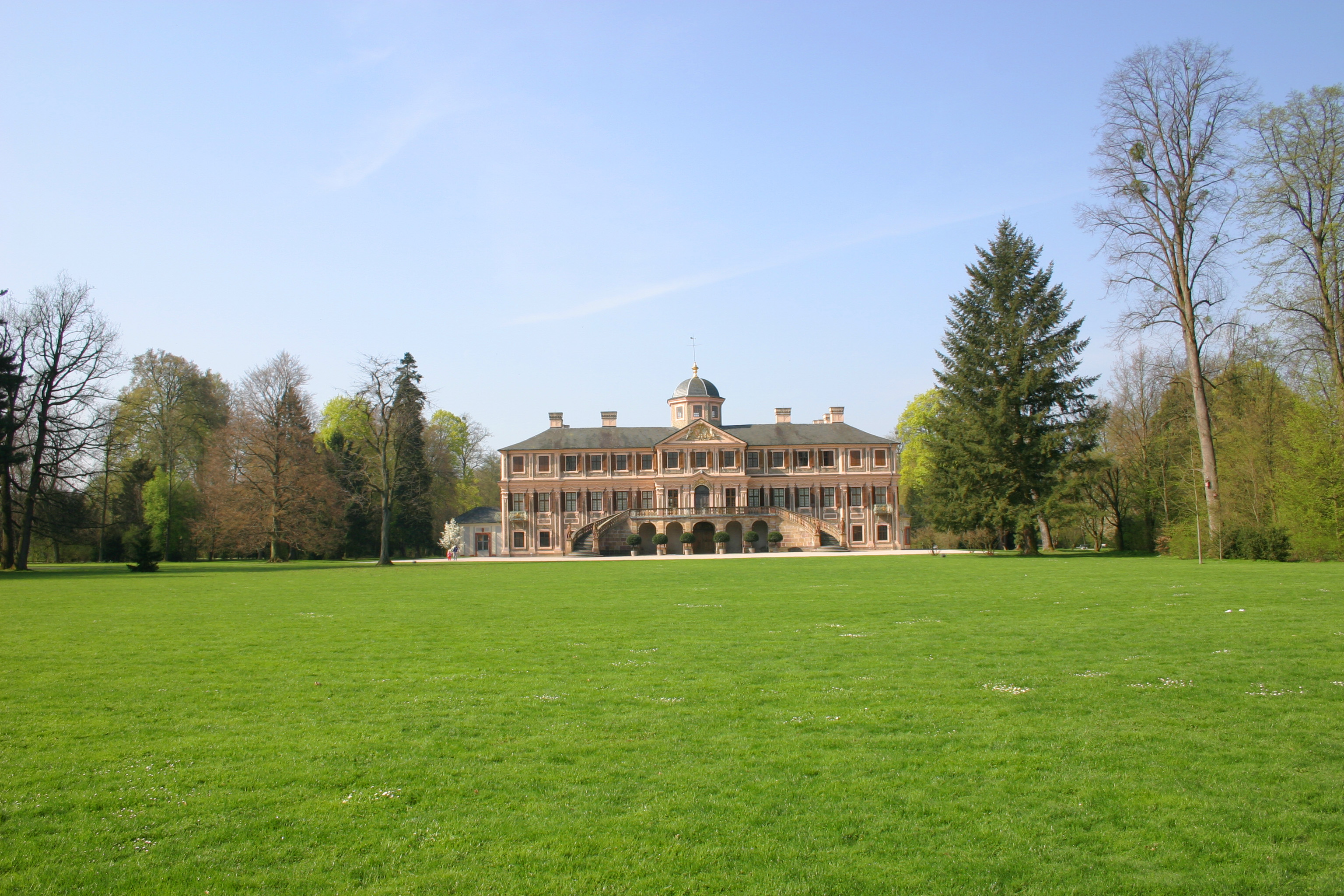
Slot Favorite
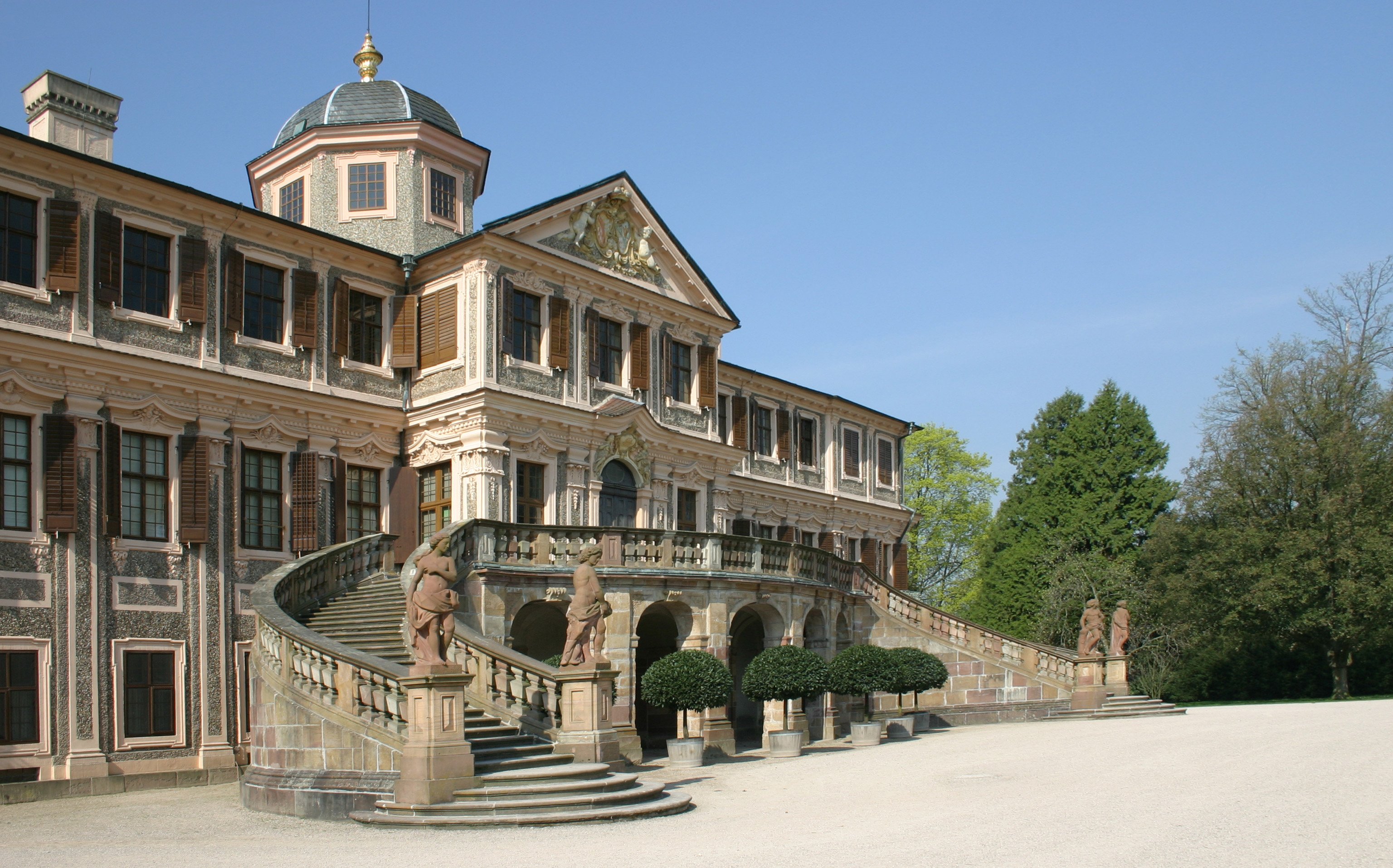
Slot Favorite

Au am Rhein · Bietigheim · Bischweier · Bühl · Bühlertal · Durmersheim · Elchesheim-Illingen · Forbach · Gaggenau · Gernsbach · Hügelsheim · Iffezheim · Kuppenheim · Lichtenau · Loffenau · Muggensturm · Ötigheim · Ottersweier · Rastatt · Rheinmünster · Sinzheim · Steinmauern · Weisenbach